# Linka 3 (metro v Ciudad de México)
Linka 3 je jedna z linek metra v Ciudad de México, je značena olivovou barvou. Linka má 21 stanic a dlouhá je 23,6 km.

## Chronologie otevírání jednotlivých úseků
| Úsek                             | Datum otevření     |
| -------------------------------- | ------------------ |
| Tlatelolco – Hospital General    | 20. listopadu 1970 |
| Tlatelolco – La Raza             | 25. srpna 1978     |
| La Raza – Indios Verdes          | 1. prosince 1979   |
| Hospital General – Centro Médico | 7. června 1980     |
| Centro Médico – Zapata           | 25. srpna 1980     |
| Zapata – Universidad             | 30. srpna 1983     |

## Provoz
Linka 3 se kříží s linkami metra 1, 2, 5, 6, 9, B, 12 a linkami Metrobusu 1, 2, 3, 4, 6, 7.

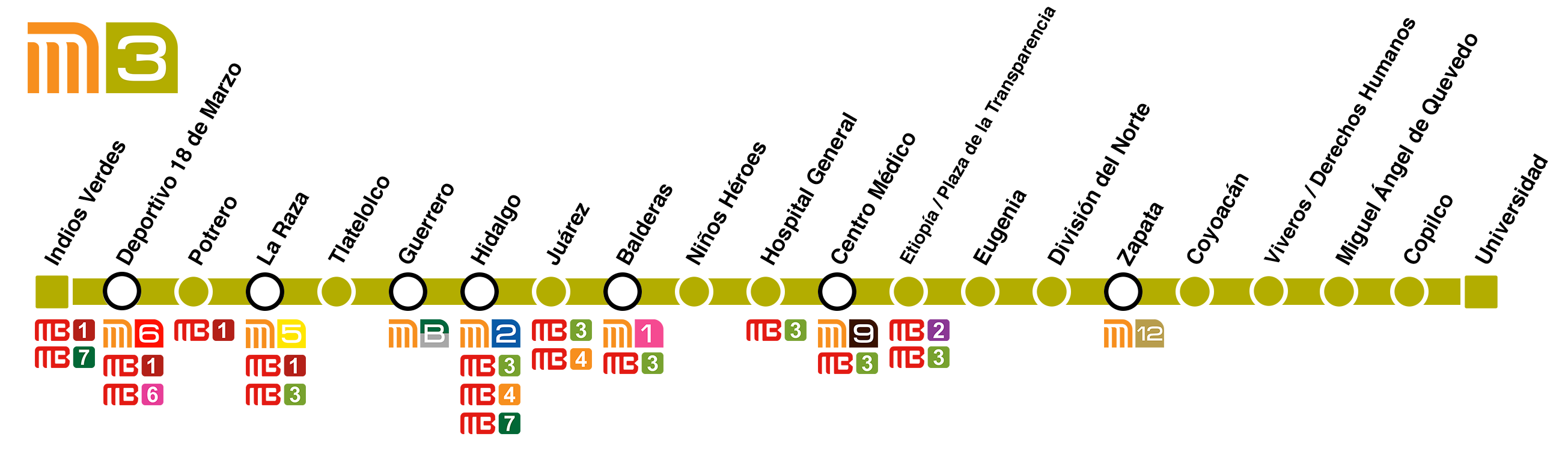
Plán Linky 3

### Seznam stanic
| Linka 3 | Linka 3                             | Linka 3  | Linka 3           |
| Č.      | Stanice                             | Přestupy | Městský obvod     |
| ------- | ----------------------------------- | -------- | ----------------- |
| 1       | Indios Verdes                       |          | Gustavo A. Madero |
| 2       | Deportivo 18 de Marzo               |          | Gustavo A. Madero |
| 3       | Potrero                             |          | Gustavo A. Madero |
| 4       | La Raza                             |          | Gustavo A. Madero |
| 5       | Tlatelolco                          |          | Cuauhtémoc        |
| 6       | Guerrero                            |          | Cuauhtémoc        |
| 7       | Hidalgo                             |          | Cuauhtémoc        |
| 8       | Juárez                              |          | Cuauhtémoc        |
| 9       | Balderas                            |          | Cuauhtémoc        |
| 10      | Niños Héroes                        |          | Cuauhtémoc        |
| 11      | Hospital General                    |          | Cuauhtémoc        |
| 12      | Centro Médico                       |          | Cuauhtémoc        |
| 13      | Etiopía / Plaza de la Transparencia |          | Benito Juárez     |
| 14      | Eugenia                             |          | Benito Juárez     |
| 15      | División del Norte                  |          | Benito Juárez     |
| 16      | Zapata                              |          | Benito Juárez     |
| 17      | Coyoacán                            |          | Benito Juárez     |
| 18      | Viveros / Derechos Humanos          |          | Coyoacán          |
| 19      | Miguel Ángel de Quevedo             |          | Coyoacán          |
| 20      | Copilco                             |          | Coyoacán          |
| 21      | Universidad                         |          | Coyoacán          |

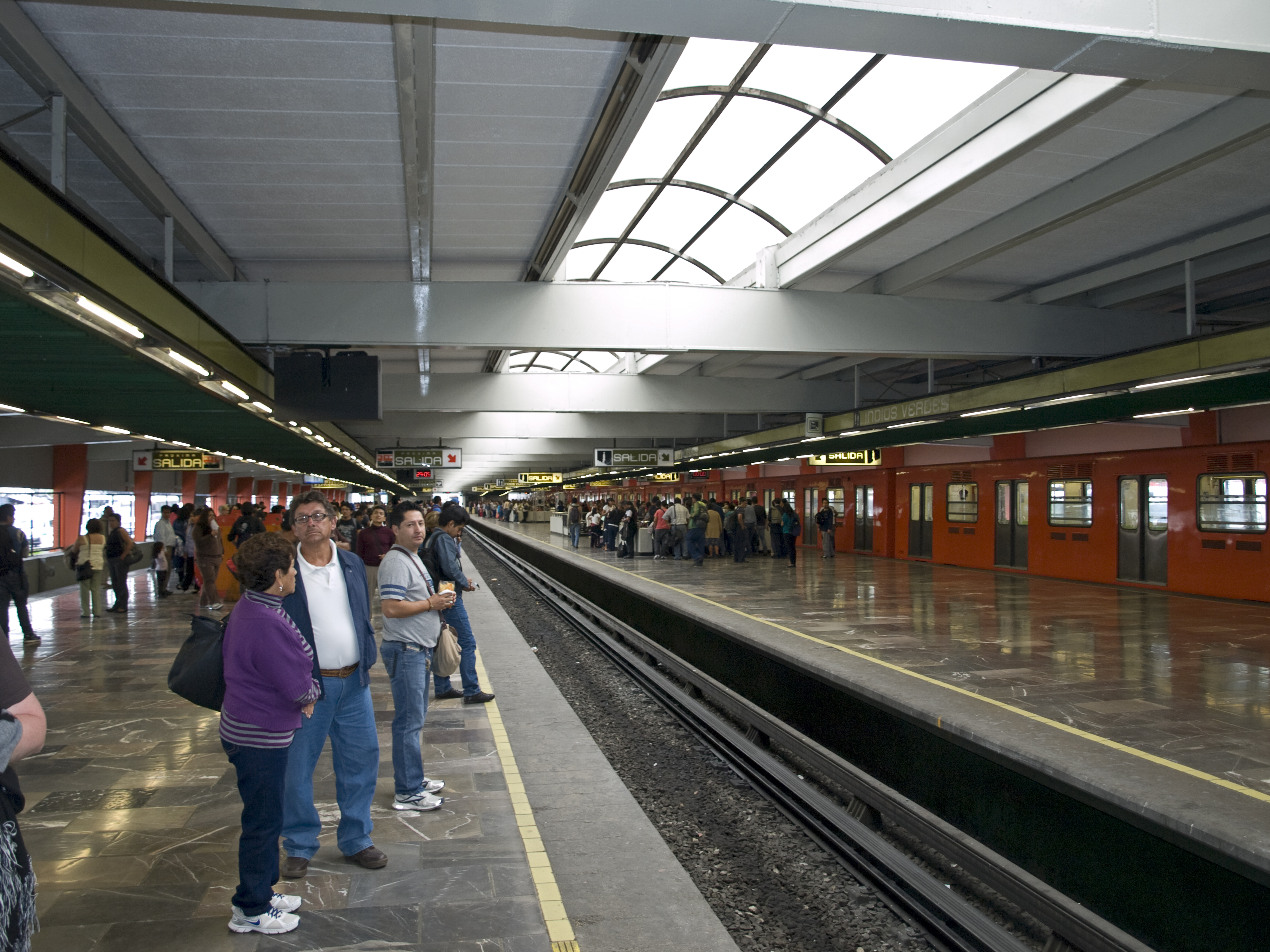
Stanice Indios Verdes

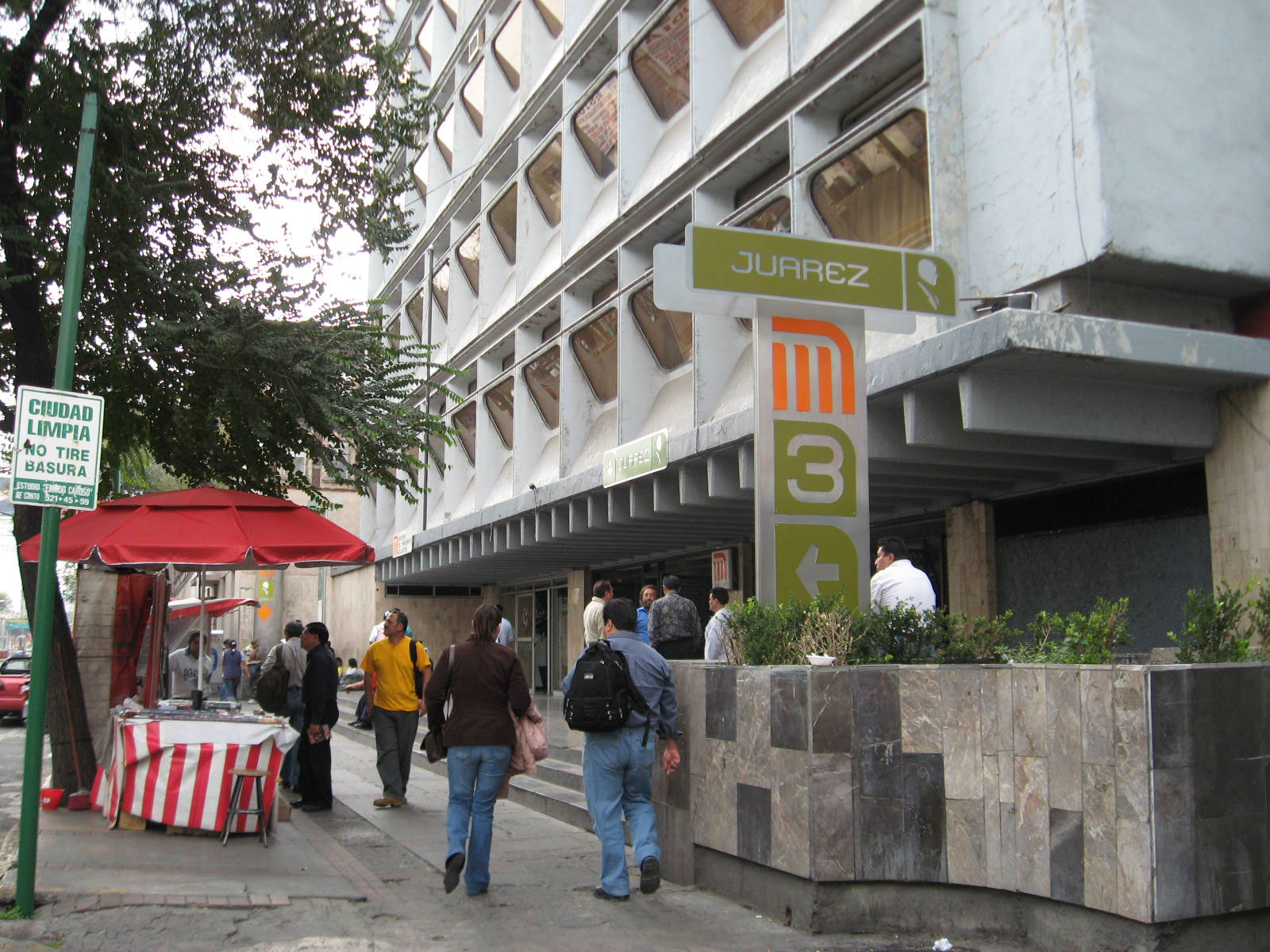
Vchod do stanice Juárez

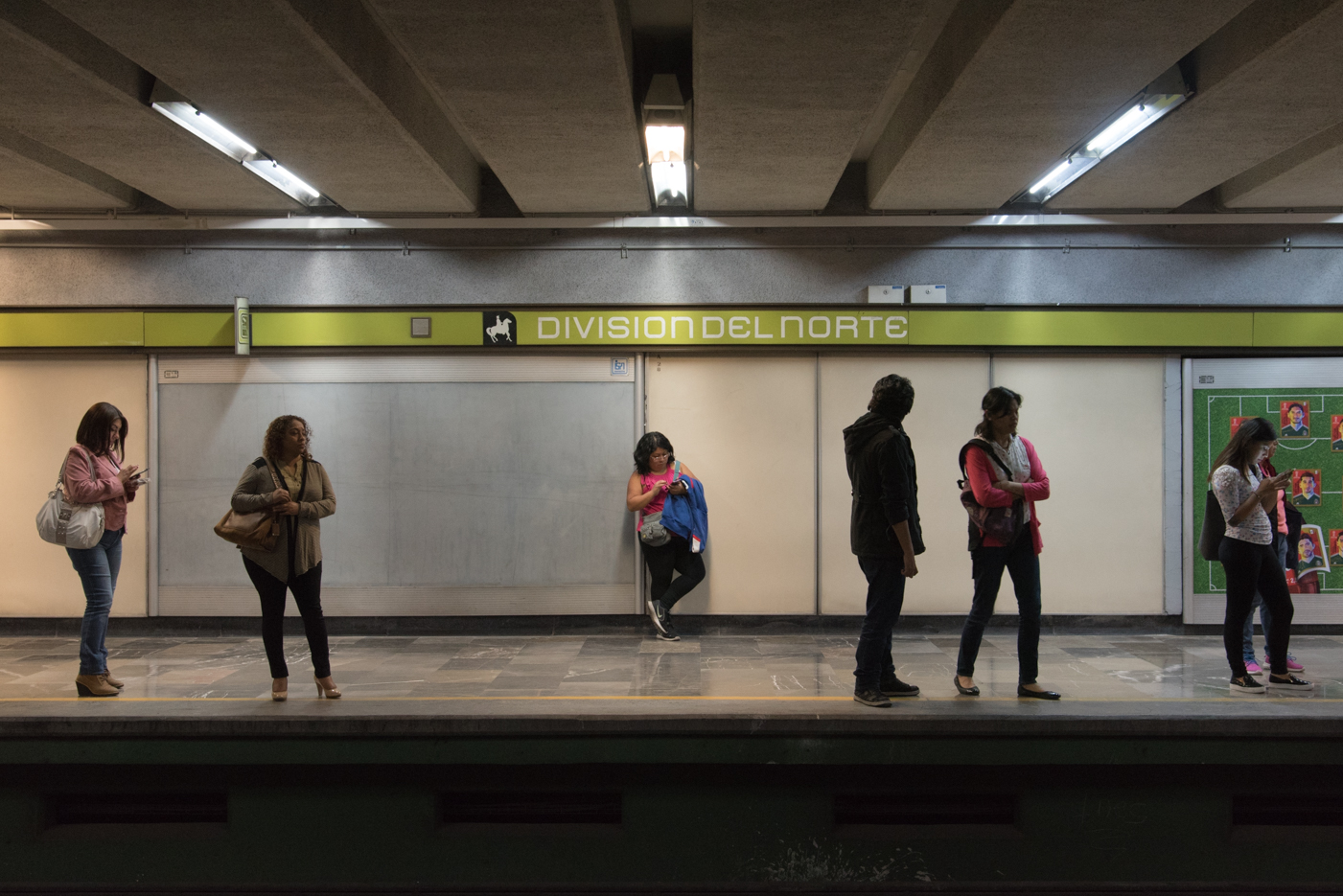
Stanice División del Norte

Některé stanice dříve nesly jiný název
- Deportivo 18 de Marzo (původně Basílica)
- Etiopía / Plaza de la Transparencia (původně Etiopía)
- Viveros / Derechos Humanos (původně Viveros)